# Barraca Conxita del Delta
La Barraca Conxita del Delta és una construcció dels Muntells, al municipi de Sant Jaume d'Enveja (Montsià) inclosa a l'Inventari del Patrimoni Arquitectònic de Catalunya.

## Descripció
Barraca situada al mig de la barriada dels Montells, construïda a la manera tradicional del Delta, de fang pastat amb joncs i canyes, planta rectangular i teulada de dues aigües ben inclinades.
Interior adaptat a les necessitats actuals. Edifici aïllat.

## Història
Construïda per l'ajuntament a finals dels anys 70.